# Heiltz-le-Maurupt
Heiltz-le-Maurupt é uma comuna francesa na região administrativa do Grande Leste, no departamento de Marne. Estende-se por uma área de 16.27 km², e possui 428 habitantes, segundo o censo de 2018, com uma densidade de 26 hab/km².